# Disputa del Templo Preah Vihear
La disputa del Templo Preah Vihear (jemer: ប្រាសាទព្រះវិហារ; tailandés: ปราสาทเขาพระวิหาร) es un caso resuelto por la Corte Internacional de Justicia de La Haya respecto a la situación legal del citado templo en territorio de Camboya o de Tailandia. El complejo arquitectónico se halla en la zona fronteriza de ambos Estados y era disputado por ambos, quienes lo invocaban como parte de su territorio en una región cubierta por espesa selva propia del sudeste asiático.
En esta ocasión la Corte determinó la solución del conflicto de acuerdo a cuestiones técnicas en la fijación de los límites internacionales entre Tailandia y Camboya, así como con base en la aceptación de las partes de las líneas limítrofes propuestas en el pasado, evitando discusiones subjetivas sobre cuál de los dos Estados en pugna era el «sucesor histórico» del Imperio jemer, o cuál de estos países tenía mayor patrimonio cultural vinculado al templo.

## Antecedentes
El Templo Preah Vihear está compuesto por una serie de edificios que comprenden una extensión de casi 800 metros, atravesando los países del sudeste de Asia, Camboya, Tailandia y parte de Vietnam. Esta edificación fue construida por el Imperio Jemer, el cual dominaba la región; mientras que el Templo Preah Vihear no era la construcción más grande del Imperio, sí era la que poseía más riqueza y diseño arquitectónico, siendo así el principal monumento religioso.  Esta obra estaba diseñada para representar al Monte Meru, hogar del dios hindú Shiva. La caída del Imperio Jemer consecuentemente trajo la decadencia del Templo.
Debido a que Camboya era un territorio vulnerable y con poco poder, aceptó convertirse en protectorado de Francia en 1863, volviéndose una colonia de facto del Imperio colonial francés. En esta época, Francia modificó las fronteras territoriales de las colonias aledañas y se renovó el interés en la exploración arqueológica en el templo de Preah Vihear por quedar en un límite fronterizo.
Siam, actual Tailandia, históricamente trató de invadir al Imperio Jemer, actual Camboya, múltiples veces. No fue hasta que el territorio se convirtió en protectorado francés que Siam logró ocupar parte del territorio a través de una negociación; el tratado franco-siamés de 1904 pactó la delimitación territorial en Indochina. Se creó una convención específica para el tratado, la cual estipuló que la frontera seguiría los Montes Dangrek como línea divisoria natural entre Tailandia y Camboya. En 1907, Tailandia solicitó que se realizara un mapa que detallara precisamente la frontera, y las autoridades francesas ejecutaron un mapa que mostraba que el Templo Preah Vihear estaba justo en la línea fronteriza pero del lado de Camboya.
Durante la Segunda Guerra Mundial, fuerzas siamesas invadieron el noroeste de Camboya, apoyadas por Japón para tomar posesión de tierras perdidas en el tratado franco-siamés de 1904 y 1907, entre ellas el Templo Preah Vihear. Sin embargo, con el Tratado de Washington de 1949, Tailandia regresó a Camboya las provincias de la frontera ocupadas.
En 1953, en vista de la movilización por la independencia de Camboya, Tailandia reforzó su seguridad en la frontera, instalando fuerzas policiales en el Monte Dangrek, justo al norte de Preah Vihear. En 1954, cuando Francia reconoció la independencia de Camboya y se retiraron los últimos soldados franceses, tropas de Tailandia ocuparon el Templo e izaron su bandera sobre el santuario, reclamando así como territorio tailandés.
De 1954 a 1958, Camboya y Tailandia trataron de negociar sobre los territorios, pero no fue exitoso, así que se rompieron las relaciones diplomáticas y Camboya amenazó con expulsar por la fuerza a las tropas tailandesas a lo que Tailandia respondió de la misma forma agresiva. En 1959, Camboya presentó la controversia ante la Corte Internacional de La Haya, pero el Templo Preah Vihear permaneció bajo ocupación tailandesa hasta principios de 1960 que la Corte finalmente resolvió sobre el caso.

## Controversia
La disputa empieza porque Camboya se quejó de que Tailandia ocupó un espacio de su territorio en el Templo Preah Vihear. 
La Corte definió que la controversia se refería a la soberanía en la región del templo de Preah Vihear, el cual está ubicado en la cordillera de Dangrek, la cual constituye la frontera entre Camboya y Tailandia. El litigio se enfocó principalmente en los arreglos de frontera efectuados en el período 1904-1908 entre Francia, quien era la encargada en ese momento de las relaciones exteriores de Indochina, y Siam. Se trataba, en particular, de la aplicación del Tratado de 13 de febrero de 1904, el cual estableció de una manera general una frontera cuya línea exacta debía ser delimitada por la Comisión Mixta Franco-Siamesa. En este tratado se establece que los límites de los dos Estados deben seguir la línea de la cuenca de Nam Sen y el Mekong. Esto también lo muestra el mapa basado en la Comisión Mixta de Delimitación, en que sostiene la postura Camboya.
Tailandia se opuso al mapa de la Comisión Mixta de Delimitación diciendo no era vinculante, debido a que el mapa nunca fue aceptado por ella misma, ya que cree que hubo un error en el momento de delimitar la línea de la cuenca. 
Esta línea fue delimitada por los gobiernos francés y siamés en 1906, en los se terminaron los últimos acuerdos de la delimitación en el tratado de 1907. Sin embargo, a la hora de distribuir los mapas el Gobierno de Siam no contaba con los medios técnicos para hacerlo.  Como consecuencia de lo anterior, los mapas fueron distribuidos por funcionarios franceses y algunos miembros de Comisión Mixta, que después fueron transmitidos al gobierno de Siam en 1908. Entre esos mapas la cordillera de Dangrek –lugar donde se sitúa el Templo Preah Vihear– corresponde a Camboya; esto fue el principal argumento que sostuvo Camboya para reclamar la soberanía del territorio. Tailandia por su parte, se opuso e invalidó el mapa diciendo que el mapa no fue obra de la Comisión Mixta, por lo tanto no tiene carácter obligatorio.
En ese momento, la Corte acordó que el mapa no tenía carácter obligatorio. Sin embargo, uno de los factores importantes en esta controversia es que nunca hubo protesta por parte del Gobierno de Siam ni objeción por parte de los miembros de Comisión Mixta ni ninguna de las autoridades como el Príncipe y el primer ministro en ese entonces; de la misma forma, cuando Tailandia se convirtió en Estado, tampoco hubo ninguna objeción por parte de su gobierno antes de sus negociaciones con Camboya en 1958. 
Aunque en 1934-1935 hubo un levantamiento topográfico donde había mapas en los cuales el Templo Preah Vihear aparecía en territorio tailandés, Tailandia siguió aplicando los mapas en los cuales el templo se mostraba como territorio de Camboya. Después de esto en los Tratados Franco-Siameses de 1925 y 1937 se confirmaron las fronteras, para las cuales el gobierno tailandés no presentó ninguna objeción, ni tampoco fue así en Washington del 1947 en la Comisión de Conciliación Franco-Siamesa. Tailandia se defendió diciendo que nunca hubo objeción alguna porque era evidente para ellos que el Templo Preah Vihear pertenecía a ellos.
La Corte estimó que no había ninguna evidencia de que los actos de las actividades centrales anularon los de las locales, y además hay evidencia en donde el Príncipe Damrong en 1930 visitó el templo recibido por el presidente francés de la provincia adyacente a Camboya y no hubo objeción alguna.
La Corte definió entonces que, al haber aceptado Tailandia el tratado (y con ello el mapa de distribución territorial), el templo sí está ubicado dentro del territorio de Camboya. Como consecuencia de esto, se le obligó a retirar todas sus unidades policiales/militares del lugar, así como entregar al gobierno de Camboya cualquier objeto que hubiera sido extraído o recuperado de las ruinas del templo desde 1954.

## Desarrollo del litigio
Ante la Corte Internacional de Justicia de La Haya, Camboya alegó que el mapa hecho por funcionarios franceses en 1907 era el documento oficial que fijaba el límite internacional; Tailandia sostuvo que dicho mapa no tenía validez alguna, porque no fue elaborado por la comisión conjunta franco-tailandesa sino por funcionarios franceses de modo unilateral, y que el mapa violaba la regla básica establecida por la comisión conjunta al no delimitar la frontera según la línea divisoria de cumbres de la cordillera Dângrek; añadió Tailandia que, de seguir tal regla, el templo quedaba en suelo tailandés.
Camboya indicó que Tailandia recibió el mapa de la frontera en 1907 y no lo cuestionó hasta 1954, por lo cual debe entenderse su aceptación; respondía Tailandia que su propio gobierno de esa época ciertamente no protestó ante Francia pero que ello era entendible, pues Tailandia mantuvo en todos esos años la posesión efectiva del templo debido a que el acceso hasta la construcción es muy difícil por el lado camboyano (en realidad existe un elevado risco que impide una fácil entrada a Preah Vihear desde Camboya) y porque las autoridades tailandesas no pudieron advertir si existía un error al no haber más mapas de la región que los elaborados por Francia.

## Jurisdicción de la Corte
El 6 de octubre de 1959 las actuaciones relativas al caso del Templo Preah Vihear (y excepciones preliminares) entre Camboya y Tailandia en referencia a la soberanía territorial sobre el Templo, inician su procedimiento a solicitud del Gobierno de Camboya ante la Corte. La competencia de la Corte tuvo efecto inmediato combinado por la propia aceptación de la jurisdicción obligatoria de la Corte declarada el 9 de septiembre de 1957 por parte del gobierno de Camboya y declarada el 20 de mayo de 1950 por parte del gobierno de Tailandia.
Camboya invocó además algunas disposiciones convencionales que vinculaban a Francia como Potencia Protectora de Indochina francesa, y Siam, antiguo nombre de Tailandia. A su vez Tailandia planteó las siguientes dos excepciones preliminares referentes a la competencia de la Corte.
1. Se plantea que la declaración tailandesa del 20 de mayo de 1950 no constituye una aceptación válida de la jurisdicción obligatoria de la Corte.
2. Los precedentes invocados por Camboya habrían conferido competencia a la Corte en un diferendo entre Tailandia y Francia, pero Camboya no puede prevalerse de ellos.

Continuando con la sentencia, Tailandia acepta la jurisdicción obligatoria de la Corte el 20 de septiembre de 1929 por diez años, renovándose el 20 de mayo de 1940. Por lo que respecta Tailandia, su declaración de 1950 tenía bases que la sentencia de la Corte del 26 de mayo de 1959 en el caso «Incidente aéreo del 27 de julio de 1955» le han hecho perder su significado. 
La Corte no puede aceptar este punto de vista. En primer lugar porque la decisión en el caso del «Incidente aéreo» sólo es obligatoria para las partes en aquél diferendo (Art. 59 del Estatuto) y no puede tener por efecto invalidar la declaración tailandesa de 1950.
En cuanto a Tailandia la Corte estima que su declaración de 1940 nunca se transformó en aceptación de la jurisdicción obligatoria del Tribunal actual según el art. 36 pgfo. 5, y se extinguió, según sus propios términos, el 6 de mayo de 1950. En consecuencia al 20 de mayo de 1950 Tailandia está libre de toda vinculación con la Corte, no se hallaba obligada a someterse a su jurisdicción. Por lo tanto, la declaración del 20 de mayo de 1950 fue un acto nuevo e independiente que no podía formularse en virtud del art. 36 pgfo. 5, sino de los parágrafos 2 al 4 de dicho artículo, y con la intención de aceptar la jurisdicción obligatoria de la Corte actual. 
La Corte rechaza la primera excepción preliminar de Tailandia, por lo que se declara competente para juzgar el diferendo que le fuera sometido en octubre de 1959 por la demanda de Camboya.

## Resolución
El 15 de junio de 1962 la Corte emitió su sentencia sobre el caso, y por 9 votos contra 3 determinó que el templo de Preah Vihear era territorio de Camboya; luego, por 7 votos contra 5, estableció que Tailandia debía devolver a las autoridades camboyanas todas las piezas arqueológicas sacadas del recinto.
La Corte aceptó la tesis tailandesa respecto a la validez del mapa de 1907 hecho por técnicos franceses, porque este no fue formalmente aprobado por la comisión conjunta encargada de fijar la frontera, en tanto tal comisión se había disuelto poco antes y por ello el mapa no poseía carácter obligatorio, pero subsistía otra cuestión: determinar si Camboya y Tailandia adoptaron o no el mapa de 1907 como válido y si aprobaron la línea fronteriza allí indicada como el resultado de los trabajos de delimitación en la región de Preah Vihear, confiriendo carácter obligatorio a esa carta geográfica. 
Tailandia sostuvo que su gobierno nunca aceptó formalmente la validez de dicho mapa de 1907, si bien admitieron haberlo recibido y conocer su contenido. La Corte estimó que en caso de discrepancia, correspondía a Tailandia presentar su protesta a Francia en un plazo razonable, pero al no haberlo hecho se asume un asentimiento tailandés al mapa según el principio Qui tacet consentire videtur si loqui debuisset ac potuisset. Por el contrario, en 1930 un ministro del gobierno tailandés, el príncipe Damrong, conoció el contenido de los mapas limítrofes y agradeció por ellos a las autoridades coloniales francesas de Camboya, integrante entonces de la Indochina Francesa, pidiendo más copias de esos mapas.
El argumento primordial por el que se denomina que el Templo se encontraba en el lado de Camboya fue porque en 1907 cuando se le pide a 4 oficiales francés en preparar mapas en donde tenían que basar la división entre Tailandia y Camboya por la división de agua que existía entre ambos territorios, a este mapa se le denomina como anexo 1. Para 1934-1935 hubo un levantamiento topográfico en el que se estudió la superficie terrestre de las diferentes características físicas, geográficas y geológicas del terreno en donde se encontró una discrepancia entre la frontera trazada en el mapa del anexo 1 y la verdadera línea divisoria en donde se presenta al templo en territorio camboyano, pero conforme seguía pasando el tiempo Tailandia siguió empleando y publicando mapas en los que el templo se encontraba en el territorio de Camboya y cómo el gobierno de Tailandia no pidió cambios y utilizó esa geografía por más de 20 años. Tras esto, la Corte concluyó que Tailandia aceptó el anexo 1 por lo que realmente el templo es parte de Camboya.

Tampoco se aceptó el alegato tailandés de que existía un error en los mapas referidos a la zona de Preah Vihear, pues es una regla jurídica establecida que una parte no puede invocar un error como vicio de consentimiento si esa misma parte contribuyó a fijar ese error por su propia conducta, si dicha parte pudo evitarlo, o si las circunstancias eran tales que esa parte estaba advertida de la posibilidad de error. 
La Corte consideró también que la calidad y la competencia de las autoridades tailandesas que conocieron los mapas hacen difícil que Tailandia pueda jurídicamente invocar el error; de hecho, el mapa de 1907 indica claramente la región de Préah Vihéar en territorio de Camboya, de modo que cualquier persona interesada no podría dejar de notarlo. 
También la Corte desestimó los alegatos de Tailandia pues sus autoridades no plantearon cuestión alguna sobre el mapa limítrofe de 1907 en sus comunicaciones con Francia o con Camboya, e incluso en 1937 el Real Servicio Geográfico tailandés publicó un mapa señalando a Préah Vihéar en territorio camboyano. No se aceptó la excusa tailandesa de que en esa época no existían otros mapas de la región, pues al utilizar el mapa de 1907 como base para sus propias cartas geográficas Tailandia habría podido expresar alguna reclamación a Francia en cuanto a su exactitud, pero no lo hizo.
Tailandia declaró entonces que no planteó reclamaciones fronterizas antes de 1954 porque siempre estuvo en posesión de Préah Vihéar, alegando que tal conducta prueba su rechazo al mapa limítrofe de 1907. No obstante, para la Corte ello no es aceptable porque los actos posesorios de tailandeses en Préah Vihéar fueron realizados por autoridades locales provinciales, sin determinarse si esos actos se realizaron en la montaña de Préah Vihéar o en el propio templo. De todos modos, la Corte rechazó que actos ejecutados por autoridades locales invalidasen la posición del gobierno de Tailandia respecto de una frontera trazada en un mapa.
Finalmente, la Corte estimó que la propia teoría de interpretación de los tratados apoya esta sentencia, porque se estima que cuando dos países definen un límite entre ellos, uno de sus principales objetivos es lograr una solución estable y definitiva. Esta meta sería imposible si el límite establecido pudiese cuestionarse en cualquier momento, y si la rectificación pudiera reclamarse toda vez que se descubriera una inexactitud en relación con el tratado internacional de límites. Tal procedimiento podría seguirse indefinidamente, y nunca se llegaría a una solución definitiva mientras fuera posible descubrir errores. 
Por ello la Corte consideró inútil examinar si en Préah Vihéar la frontera del mapa corresponde a la verdadera línea divisoria de aguas en la región; inclusive el hecho que el acuerdo haya sido fijado con Francia en 1907 y no con Camboya (en status de colonia en ese año) deja inalterable la situación, en tanto los derechos ganados por Francia durante su mandato colonial sobre territorio camboyano pasan al nuevo Estado camboyano independiente, en calidad de estado sucesor. Tal sentencia establece como principio que los actos efectivos de un gobierno son los que fijan el reconocimiento ex post de una situación de fronteras internacionales, y que a falta de protesta oficial formalizada en un plazo razonable debe entenderse el asentimiento de un Estado respecto de dicha frontera.

## Consecuencias
De acuerdo a los documentos que se presentaron a lo largo del caso y con las alegaciones presentadas, la Corte Internacional de Justicia declaró que se anexara el territorio de forma legal a Camboya y de acuerdo a la frontera que se acordó. En el año de 1962, se determinó que la solución de la controversia se basa en tres partes, que el Templo Preah Vihear está establecido en territorio de Camboya, llevando a Tailandia a retirar obligatoriamente cualquier tipo de presencia militar, policial o de guardia en el área del Templo o sus áreas cercanas y que Tailandia debe de regresar a Camboya cualquier objeto que haya sido removido por las autoridades tailandesas a partir del año de 1954, después de la quinta alegación que se llevó a cabo ante la Corte.
Con la frontera entre ambos Estados, se espera que se alcance la paz y estabilidad en estos, por lo que de cierta manera esto es complicado debido a que si algo llegase a suceder que ponga en peligro la frontera establecida, se podría a llegar a poner en peligro el tratado que se acordó. La sentencia  trajo un gran nivel de disconformidad por parte del gobierno de Tailandia y la población, generando protestas alrededor del país. De igual manera los estudiantes alrededor de Tailandia, rechazaron el veredicto de la Corte y en la capital Bangkok, una gran cantidad de jóvenes hicieron una marcha para la protección del Templo Preah Vihear, con autorización del gobierno. A pesar de los disconformidad que se mostró con la sentencia al inicio, en junio de 1962 la gente y el gobierno de Tailandia estaba aceptando la sentencia, por lo que el país mencionó que cumpliría con sus obligaciones como Estado de acuerdo a la Carta de las Naciones Unidas.
Después de varios años, la resolución de la Corte de acuerdo a Preah Vihear no mostró signo alguno de paz ni en los círculos de medios de comunicación ni por la frontera de ambos países. Los conflictos que se creaban hacían más difícil la convivencia entre ambos países en la frontera, al igual que la convivencia entre los grupos políticos. Estos problemas siguieron hasta el período político de Kampuchea Democrática, entre 1975-1978.
Para el año de 1992, la frontera fue abierta a los turistas del lado tailandés, siempre y cuando se cumpliera un arreglo que se acordó sobre el santuario ubicado en Camboya, este era que los turistas podrían visitarlo al solicitar permisos de entrada a las autoridades provinciales tailandesas. De igual manera, se realizó un servicio de trenes desde Bangkok para los que quisieran visitar el santuario, por lo que por estos actos, la Corte determinó que sí ejercieron jurisdicción efectiva hasta ese momento.
En el año 2011, a pesar de las resoluciones que se llevaron a cabo en la Corte Internacional de Justicia, los dos países no consiguieron delimitar la frontera, por lo que se reabrió el conflicto armado en la zona fronteriza en disputa de acuerdo al Templo de Preah Vihear.